# David Cox (peintre)
Pour les articles homonymes, voir David Cox et Cox.
David Cox, né le 29 avril 1783 à Birmingham et mort le 7 juin 1859  à Birmingham, est un peintre paysagiste anglais, un des membres les plus importants de l’école de Birmingham (en) et l’un des précurseurs de l’impressionnisme.
Il est considéré comme l’un des plus grands paysagistes anglais, et une figure majeure de l’âge d’or de l’aquarelle anglaise.
Bien que davantage connu pour ses aquarelles, il a aussi produit plus de 300 peintures à l'huile vers la fin de sa carrière et est maintenant considéré comme l’« un des plus grands, mais des moins reconnus, de tous les peintres britanniques ».

## Biographie

### Birmingham, 1783-1804
David Cox est né le 29 avril 1783, Heath Mill Lane à Deritend, alors une banlieue industrielle de Birmingham. Son père, sur lequel on connait peu de choses, était forgeron et ferblantier et fabriquait des baïonnettes et des canons d’armes à feu pour le commerce des armes de Birmingham. Sa mère était la fille d'un fermier et meunier de Small Heath à l’est de Birmingham. Ses premiers biographes mentionnent qu'« elle avait eu une meilleure éducation que son père, et était une femme d'une intelligence et d’une force de caractère supérieure ». 
Son destin était initialement de suivre son père dans le commerce du métal et de prendre en charge sa forge, mais son manque de force physique conduit sa famille à lui chercher des occasions de développer son intérêt pour l’art, qui est apparu lorsqu’il a commencé à peindre des cerfs-volants en papier tout en se remettant d’une jambe cassée.

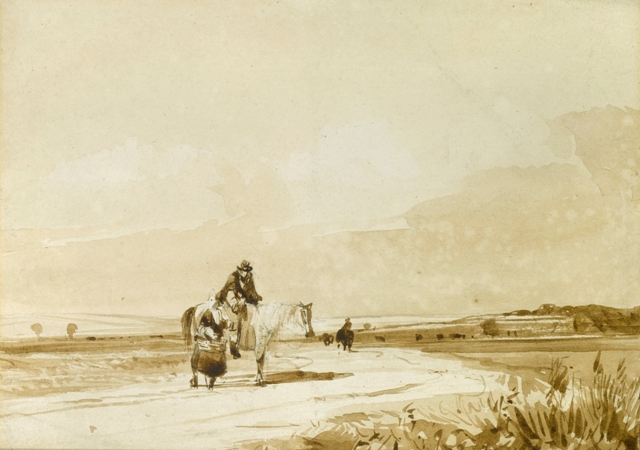
David Cox Voyageurs sur un chemin, crayon et lavis brun.

À la fin du XVIIIe siècle, Birmingham avait développé un réseau d’académies privées enseignant le dessin et la peinture, afin de répondre aux besoins des fabricants de produits de luxe en métal de la ville et de faire perdurer la tradition de peinture de paysage de l'École de Birmingham. Il s’inscrit à l'Académie de Joseph Barber, Great Charles Street, où d’autres étudiants comme Charles Barber et le graveur William Radclyffe, qui tous deux allaient rester ses amis toute sa vie.
Vers 15 ans, il devient apprenti chez le peintre de Birmingham Albert Feidler, qui réalisait des miniatures et des peintures pour les couvercles des tabatières produites par son atelier du 10 Parade, au nord-ouest de la ville. Ses premiers biographes mentionnent qu’il quitte son apprentissage après le suicide de Feidler, dont un qui raconte que ce serait David Cox qui aurait découvert le corps suspendu de son maître, mais ce n’est probablement qu'un mythe puisque Fielder était toujours domicilié à Parade en 1825. Au cours de la mi-1800 Cox, il obtient du travail de William Macready l’ancien au Théâtre de Birmingham, d’abord en tant qu’assistant au broyage des couleurs et à la préparation des toiles pour les peintres de décors, mais à partir de 1801, il peint lui-même des décors et en 1802 il a sa propre équipe d’assistants et est crédité dans la publicité des pièces.

### Londres, 1804–1814
En 1804, l’imprésario de théâtre Philip Astley lui promet du travail et il s’installe à Londres, prenant un logement 16 Bridge Row à Lambeth. Bien qu’il n’ait pu trouver un emploi à l’Astley's Amphitheatre, il est probable qu’il avait déjà décidé d'essayer de s’établir comme artiste professionnel. En dehors de quelques commandes pour de décors, son centre d’au cours de ces années était la peinture et l’exposition d’aquarelles. Pendant son séjour à Londres, il épouse la fille de son propriétaire, Marie Agg et le couple s’installe à Dulwich en 1808.
En 1805, il réalise le premier de ses nombreux voyages au Pays de Galles, avec Charles Barbier. Ses premières aquarelles sont datées d’alors. Tout au long de sa vie, il fait de nombreux voyages dans les Home Counties, la Galles du Nord, le Yorkshire, le Derbyshire et le Devon, pour effectuer des esquisses.
Il expose régulièrement à la Royal Academy à partir de 1805. Ses toiles n’ont jamais atteint des prix élevés, et il gagne donc sa vie principalement comme professeur de dessin. Son premier élève, le futur comte de Plymouth, l’engage en 1808. Il enseigne ensuite à plusieurs autres élèves aristocratique et titrés. Il écrit plusieurs livres dont Ackermanns'New Drawing Book (1809), A Series Of Progressive Lessons (1811), Treatise on Landscape Painting (1813) et Progressive Lessons on Landscape (1816). La neuvième et dernière édition de ces leçons sera publiée en 1845.
En 1810, il est élu président de l’association des aquarellistes. En 1812, après la disparition de celle-ci, il est élu associé de la Société des peintres aquarelliste puis membre à part entière en 1813, où il expose chaque année (sauf 1815 et 1817) jusqu’à sa mort.

### Hereford, 1814–1827
À l’été 1813, il est nommé professeur de dessin du Collège militaire royal de Farnham dans le Surrey, dont il démissionne peu après, n’ayant guère d’affinité avec l’atmosphère d’une institution militaire. Peu de temps après, il répond à une annonce dans les journaux pour un poste de professeur de dessin pour l’école de Mlle Crouchers jeunes filles de Hereford et à l’automne 1814 il emménage dans la ville avec sa famille. Il enseigné à l'école de Widemarsh Street jusqu’en 1819, son salaire substantiel de 100£ par an ne nécessitant que deux jours de travail par semaine, lui laissant le temps de peindre et d’avoir des élèves privés.
Sa réputation à la fois comme un peintre et comme enseignant s'établit, comme le montre son élection en tant que membre de la Royal Watercolour Society et sa présence en 1813 dans le livre Aqua Pictura de John Hassell, qui prétendait présenter des œuvres de "tous les aquarellistes les plus éprouvés". La dépression qui accompagne la fin des guerres napoléoniennes provoque une contraction du marché de l’art, et en 1814, il se trouvait à court d’argent, devant même solliciter un prêt d’un de ses élèves pour payer son voyage à Hereford.
En dépit de ses avantages financiers et sa proximité avec les paysages de North Wales et de la vallée de la Wye, Hereford marque un recul en termes de carrière en tant que peintre : il envoie quelques œuvres à l’exposition annuelle de la Royal Watercolour Society au cours de ses premières années d’éloignement de Londres et ce n’est qu'en 1823 qu’il contribuera à nouveau avec plus de 20 œuvres.
Joseph Murray Ince est son élève de 1823 à 1826.

### Londres, 1827–1841
Il effectue son premier voyage sur le continent, en Belgique et aux Pays-Bas en 1826 et déménage à Londres l’année suivante. Il expose pour la première fois à la Société royale des artistes de Birmingham (en) en 1829, et avec à l’Académie de Liverpool en 1831. En 1839, deux de ses aquarelles sont achetées lors de l'exposition de l’Old Water Colour Society par le marquis de Conynha pour la reine Victoria.

### Birmingham, 1841–1859

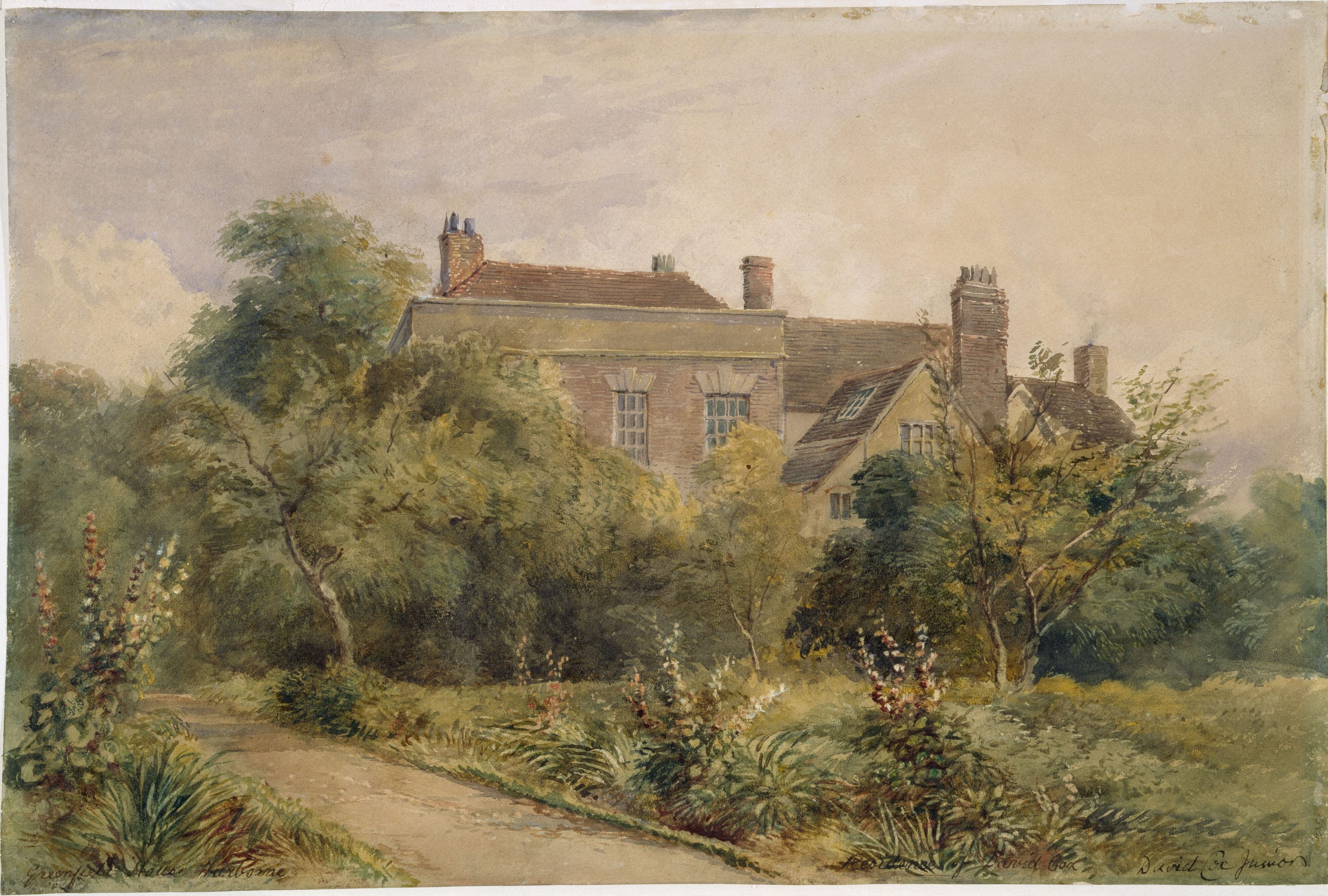
Greenfield House à Harborne, Birmingham – où David Cox a vécu de 1841 jusqu’à sa mort en 1859 – peinte par son fil David Cox Jr.

En mai 1840, il écrit à l’un de ses amis de Birmingham: « Je fais des préparatifs pour des études à l’huile, et aussi pour peindre, et j’ai l'intention de passer la plupart de mon temps à Birmingham dans ce but ». Il avait envisagé un retour à la peinture à l’huile depuis 1836 et en 1839, il avait pris des leçons auprès de William James Müller à qui il avait été présenté par un ami mutuel, George Arthur Fripp. En raison de l’hostilité entre la Royal Watercolour Society et la Royal Birmingham Society of Artists (en), il était difficile à Londres pour un artiste d’être reconnu à la fois comme aquarelliste et peintre à l’huile, cependant, il est probable qu’il aurait préféré explorer ce nouveau média dans l’environnement plus favorable de sa ville natale. 

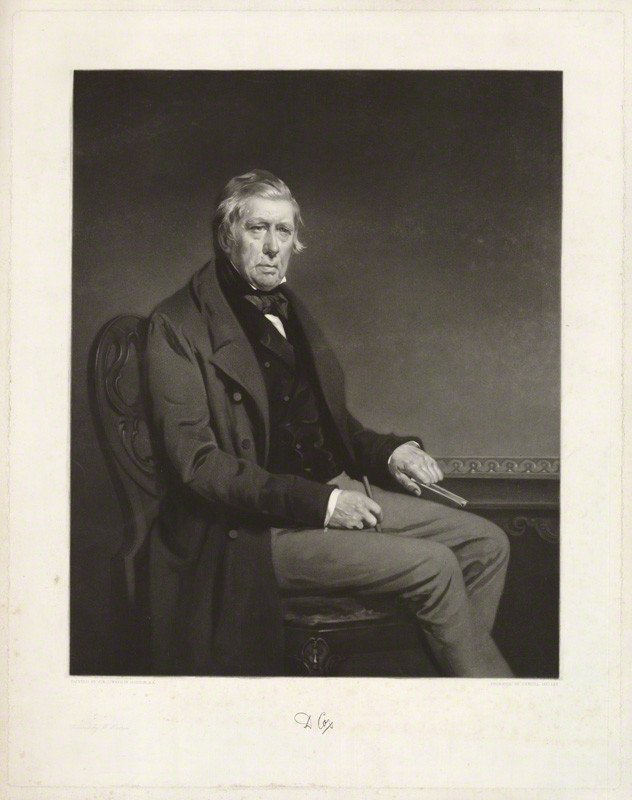
David Cox peint par Samuel Bellin en 1855.

Au début des années 1840, ses revenus provenant de la vente de ses aquarelles est suffisante pour lui permettre d’abandonner son travail en tant que professeur de dessin, et en juin 1841, il déménage avec sa femme à Greenfield House à Harborne, un village dans la banlieue sud ouest de Birmingham. C’est cette démarche qui lui a permis les hauts niveaux de liberté et d’expérimentation qui caractériseront par la suite son œuvre.
À Harborne, s’établit une routine immuable - l’aquarelle le matin et l’huile l'après-midi. Il ira à Londres chaque printemps pour assister aux grandes expositions, puis effectuera un ou plusieurs excursions pour prendre des croquis, continuant la pratique qu’il avait établie dans les années 1830. À partir de 1844, ces visites évoluent dans un voyage annuel à Betws-y-Coed en Galles du Nord pour pratiquer à l’extérieur à la fois dans l’huile et l’aquarelle, devenant progressivement une colonie d’artiste annuelle qui se poursuit jusqu’en 1856 avec Cox comme son « génie président » .
Sa tentative d’essayer de présenter ses huiles à Londres a été courte et infructueuse: en 1842, il fait sa seule candidature à la Royal Society of British Artists; une peinture à l'huile est exposée la British Institution et à la Royal Academy en 1843; et deux peintures à l’huile à la Royal Academy en 1844 - la dernière qui sera exposée à Londres au cours de sa vie.
Il expose régulièrement à la Birmingham Society of Arts sa successeure, la Birmingham Society of Artists, dont il devient membre en 1842.
Il subit un accident vasculaire cérébral le 12 juin 1853 qui le paralyse temporairement et affecte définitivement sa vue, sa mémoire et sa coordination.
En 1857, sa vue se détériore encore. Une exposition de son œuvre est organisée en 1858 par la Société Conversazione d’Hampstead, et en 1859 une rétrospective a lieu à la Galerie allemande, Bond Street à Londres. Il décède quelques mois plus tard. Il est enterré dans le cimetière de St Peters, à Harborne, Birmingham, sous un châtaignier, aux côtés de son épouse Mary.

## Œuvre

### Les débuts
Au printemps de 1811, David Cox fait un petit nombre d’huiles remarquables au cours d'une visite à Hastings avec sa famille. On ne sait pourquoi il n’a pas continué à travailler dans ce milieu à l'époque, mais les cinq toiles survivants ont été décrites en 1969 comme "certainement quelques-uns des exemples les plus brillants du genre en Angleterre".

### La maturité
Il atteint la maturité après son départ pour Hereford en 1814. Bien que seules deux grandes aquarelles peuvent en toute confiance être attribuées à la période entre son arrivée dans la ville et la fin de la décennie, celles-ci - Butcher Row, Hereford, 1815 et Lugg Meadows, près de Hereford, 1817 - marquent une évolution par rapport à ses travaux antérieurs.

### Œuvres tardives
Son œuvre, après son déménagement à Birmingham en 1841, est marquée par la simplification, l’abstraction et une diminution des détails. À ce moment, son art combine l’ampleur et le poids caractéristique de la première école anglaise de l’aquarelle, avec une audace et une liberté d’expression comparable à ce que seront celles de l’impressionnisme. Son souci de saisir la nature éphémère du temps, de l’atmosphère et de la lumière est semblable à celle de John Constable, mais il se démarque de l’intérêt du vieux maître à capturer les détails matériels, employant plutôt la généralisation à un haut degré et se focalisant sur l’effet d’ensemble.
La recherche du caractère sur la précision dans la représentation de la nature était une caractéristique constante de la l’école de Birmingham des peintres paysagistes avec qui on l’a associé très vite dans sa vie; dès 1810 son œuvre avait été critiquée pour la « superficialité de sa finition » et la « confusion peu claire des objets », qui trahissent « la grossièreté de la peinture de décor ». Dans les années 1840 et 1850, il pousse cette « manière particulière » vers de nouveaux extrêmes, intégrant les techniques du dessin dans ses œuvres finies à un degré encore plus élevé.
Sa technique d’aquarelle des années 1840 est suffisamment différente de ce qu'il effectuait antérieurement pour devoir en donner, en 1842, des explications à son fils, malgré le fait que celui-ci l'aidait à enseigner et à peindre depuis 1827. Les matériaux utilisés pour ses œuvres ultérieures à l’aquarelle diffère également de ses périodes antérieures: il utilise la craie noire au lieu du crayon de graphite comme médium de dessin primaire, et le rugueux et absorbant "Kraft" (papier d’emballage) pour lequel il est devenu bien connu - ce qui est lié au développement d’un style plus brut et plus libre.

## Influence et postérité
Dans les années 1840, au côté de Peter De Wint et Copley Fielding, il est reconnu comme l’une des figures de proue du style anglais de l’aquarelle de paysage de la première moitié du XIXe siècle. Ce jugement est rendu complexe par la réaction à son style plus rugueux et plus audacieux de Birmingham, qui a été largement ignoré ou condamné. Alors que De Wint et Fielding poursuivent essentiellement une tradition établie de longue date, lui en crée une nouvelle.
Un groupe de jeunes artistes qui travaillent dans son style d’aquarelle émerge bien avant sa mort, parmi lesquels William Bennett, David Hall McKewan et son fils David Cox Jr.. En 1850, Bennett, en particulier, est reconnu comme « peut-être le plus distingué parmi les peintres de paysage » pour son style vigoureux et décisif à la Cox. Ces premiers disciples se concentrent sur l’exemple de ses œuvres antérieures plus modérées et se démarquent de ce qui alors était considéré comme les excès de ses dernières années. Durant cette période dominée par le paysage pittoresque, élégant et détaillé, cependant, ils sont condamnés par des publications comme The Spectator comme étant « l’école « blottesque » (à grosses touches) », et ils n’ont pas réussi à former un mouvement cohérent.
En 1857, John Ruskin condamne la production de la Royal Watercolour Society comme « une sorte d'art en pot, d’une saveur agréable, disponible et imposable comme une marchandise brevetée », en excluant seulement les œuvres tardives de David Cox, dont il écrit « il n'y a pas d’autres paysages qui approchent ces œuvres de David Cox dans leur simplicité et leur sérieux ».

## Présence dans les collections
Plusieurs de ses œuvres présentes au Birmingham Museum and Art Gallery, ont été offertes par Joseph Henry Nettlefold, à condition qu’il soit ouvert le dimanche. On peut voir son œuvre est au British Museum, la Tate Gallery, ainsi qu’à Manchester, Newcastle, Liverpool, Édimbourg, Oxford et Cambridge. La galerie d’art Lady Lever, de Port Sunlight expose un certain nombre dde ses aquarelles achetées à James Orrock. Certaines d’entre elles ont été prouvées fausses. Une exposition de son œuvre s’est tenue au Centre d'art britannique de Yale aux États-Unis en 2008, voyageant à Birmingham en 2009.
Un buste de David Cox se trouve dans la galerie de la Royal Birmingham Society of Artists.

## Galerie

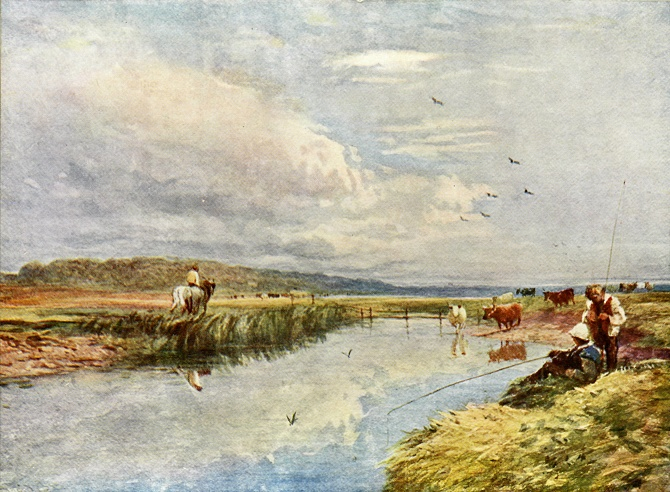
Enfants péchant par David Cox
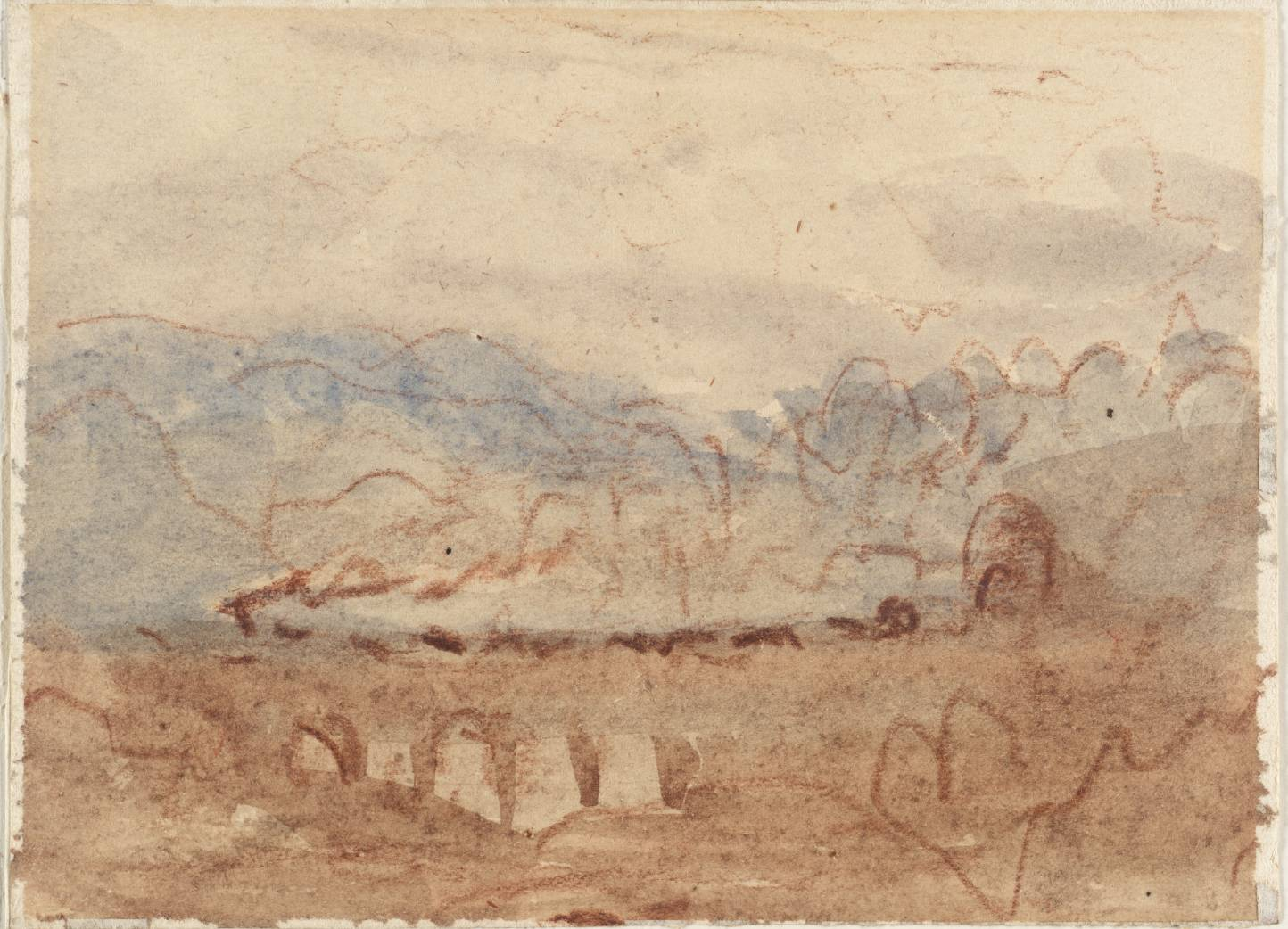
Train sur un viaduc par David Cox

### Source de la traduction
- (en) Cet article est partiellement ou en totalité issu de l’article de Wikipédia en anglais intitulé « David Cox (artist) » (voir la liste des auteurs).